# 新油川信号場
新油川信号場（しんあぶらかわしんごうじょう）は、青森県青森市油川にある、東日本旅客鉄道（JR東日本）津軽線の信号場である。

## 歴史
- 1988年（昭和63年）3月13日：海峡線開業による列車本数増加に対応するために設置された[1]。

## 構造

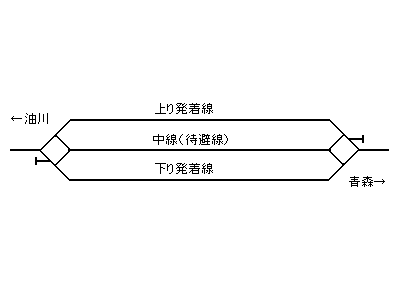
構内配線図

青森駅から約4.4 km地点にあり、構内配線略図の通り、上下発着線と中線（待避線）を持つ「単線交換待避型」の信号場である。上下各方向の出発側には安全側線が設置されており、信号場へは上下列車の同時入線が可能である。津軽線は海峡線を介して北海道方面向けの長大な貨物列車が往来するため、有効長が非常に長く取られている。

## 周辺
- 青森車両センター
- 東北新幹線盛岡新幹線車両センター青森派出

## 隣の施設
東日本旅客鉄道（JR東日本）
■津軽線
青森駅 - （滝内信号所） - 新油川信号場 - 油川駅